# Kamienna Góra (Kartuzy)
Pour les articles homonymes, voir Kamienna Góra.
Kamienna Góra est une localité polonaise de la gmina mixte et du powiat de Kartuzy en voïvodie de Poméranie. Elle se trouve à environ 29 km à l'ouest de la capitale régionale Gdańsk.

## Géographie

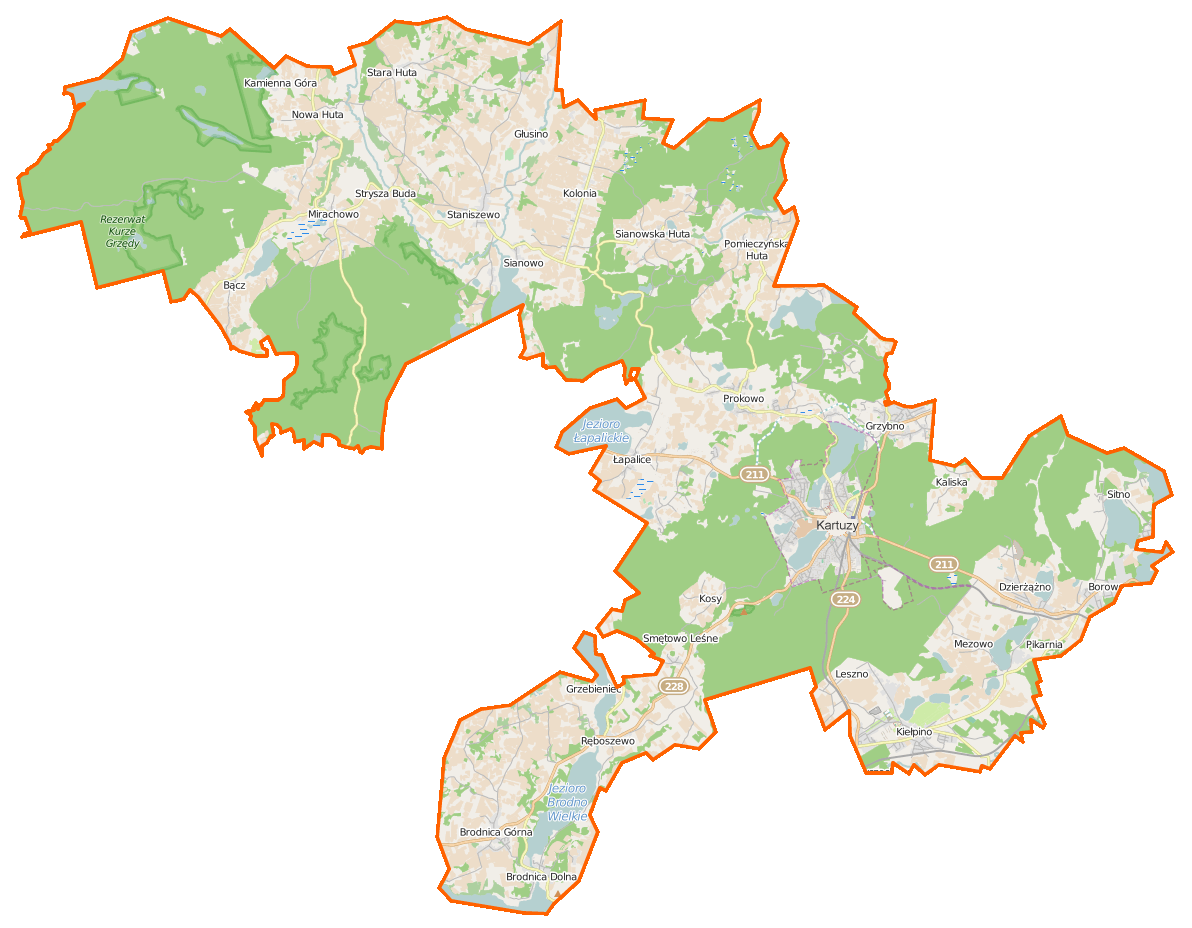
Carte de la gmina de Kartuzy.